# Gorni Vadin, Vrața
Gorni Vadin (în bulgară Горни Вадин) este un sat în comuna Oreahovo, regiunea Vrața,  Bulgaria. Satul a fost locuit de români.

## Demografie
Componența etnică a satului Gorni Vadin
     Bulgari (96,35%)
     Nicio identificare (3,64%)
     Altele (0%)
La recensământul din 2011, populația satului Gorni Vadin era de 302 locuitori. Din punct de vedere etnic, majoritatea locuitorilor (96,35%) erau bulgari. Pentru 3,64% din locuitori nu este cunoscută apartenența etnică.